# Religioni a Cipro
Nell'isola di Cipro due confessioni religiose dominano su tutte le altre: il cristianesimo e l'Islam. La prima, complessivamente maggioritaria, prevale largamente nelle zone controllate dalla Repubblica di Cipro, nel sud dell'isola, mentre la seconda è la religione più diffusa nella zona di Cipro del Nord, autoproclamatosi stato indipendente ma non riconosciuto dalla comunità internazionale ad eccezione della Turchia. Secondo il censimento del 2011, nella zona controllata dal governo della Repubblica di Cipro i cristiani sono il 95% circa della popolazione e sono in maggioranza ortodossi; l'islam è seguito dall'1,8% della popolazione, il buddhismo dall'1% della popolazione e l'induismo dallo 0,4% della popolazione; lo 0,2% della popolazione segue altre religioni e lo 0,6% della popolazione non segue alcuna religione, mentre l'1% circa della popolazione non specifica la propria affiliazione religiosa. Nella zona di Cipro del Nord il 99% della popolazione segue l'islam, mentre il restante 1% della popolazione comprende coloro che seguono altre religioni (compreso il cristianesimo) e coloro che non seguono alcuna religione. Considerando l'intera isola di Cipro, una stima del 2010 del Pew Research Center dà i cristiani al 73,2% della popolazione e i musulmani al 25,3% della popolazione; lo 0,3% della popolazione segue altre religioni e l'1,2% della popolazione non segue alcuna religione.

## Religioni presenti

### Cristianesimo
Secondo il censimento del 2011, nella zona controllata dal governo della Repubblica di Cipro l'89,4% della popolazione appartiene alla confessione ortodossa, il 3,4% della popolazione è cattolica (di cui lo 0,5% è maronita) e il 2% della popolazione è protestante, mentre lo 0,3% circa della popolazione aderisce ad altre forme del cristianesimo. 
Gli ortodossi ciprioti (l'89,1%) sono affiliati con la Chiesa ortodossa di Cipro, facente parte delle chiese greco-ortodosse, la cui autocefalia è antichissima.  
I ciprioti di origine armena (lo 0,3%) sono riuniti nella Chiesa apostolica armena, appartenente alle chiese ortodosse orientali. 
La Chiesa cattolica è presente a Cipro con la Chiesa maronita e la Chiesa latina. La Chiesa maronita ha una propria circoscrizione ecclesiastica, l'arcieparchia di Cipro. La Chiesa latina non ha invece una propria diocesi, ma dipende dal Patriarcato di Gerusalemme dei Latini. 
Fra i protestanti ciprioti, il gruppo più numeroso è rappresentato dagli anglicani; in misura minore sono inoltre presenti presbiteriani e altri gruppi evangelicali.
Fra i cristiani di altre denominazioni, sono presenti i Testimoni di Geova e un piccolo gruppo di seguaci della Chiesa di Gesù Cristo dei Santi degli Ultimi Giorni (i Mormoni). 
A Cipro del Nord il gruppo cristiano più numeroso è costituito dai greco-ortodossi, ancora numerosi nel villaggio di Rizokarpaso, situato nella penisola del Karpas; sono inoltre presenti maroniti, cattolici latini e anglicani.

### Islam
L'Islam venne introdotto a Cipro a seguito della conquista Ottomana dell'isola nel 1573 e della susseguente immigrazione di Turchi. La maggior parte dei musulmani ciprioti è sunnita e segue la corrente hanafita. Nella zona controllata dal governo della Repubblica di Cipro sono funzionanti otto moschee.
A Cipro del Nord i sunniti sono il 97% della popolazione; vi sono anche minoranze di aliviti e di ahmadiyya. Dal momento che lo Stato nord-cipriota, a differenza di altri Stati musulmani, è uno Stato laico, l'islam non viene imposto ai suoi cittadini. L'insegnamento scolastico della religione è facoltativo ed è considerato una scelta personale. A causa della separazione fra politica e religione, l'influenza dei leader religiosi sugli affari dello Stato è limitata. In generale, i musulmani originari di Cipro del Nord seguono i Cinque pilastri dell'islam in maniera superficiale, ed è molto raro vedere donne nord-cipriote portare il fazzoletto, a meno che non appartengano a famiglie di coloni provenienti dall'Anatolia.

### Altre religioni
A Cipro sono inoltre presenti gruppi di seguaci del buddhismo, dell'induismo, del bahaismo e dell’ebraismo. Piccoli gruppi di bahai e di ebrei sono presenti anche a Cipro del Nord.